# لیتیم نیترات
لیتیم نیترات (به انگلیسی: Lithium nitrate) با فرمول شیمیایی LiNO۳ یک ترکیب شیمیایی است. که جرم مولی آن ۶۸٫۹۴۶ g/mol می‌باشد. شکل ظاهری این ترکیب، جامد زرد است.